# Instituto Martius-Staden
O Instituto Martius-Staden de Ciências, Letras e Intercâmbio Cultural Brasileiro-Alemão é uma instituição de utilidade pública sem fins lucrativos mantida pela Fundação Visconde de Porto Seguro, que visa preservar as relações culturais entre Brasil e Alemanha. O principal objetivo é disponibilizar ao público um dos maiores acervos sobre imigração alemã para o Brasil, através de documentos, jornais, livros, mapas, fotografias e outros materiais.
Atualmente, a sede do Instituto Martius-Staden localiza-se na Rua Itapaiúna, 1355 - São Paulo, SP, Brasil, dentro do Colégio Visconde de Porto Seguro . O prédio divide-se em dois andares, sendo o primeiro destinado à administração, e o segundo ao acervo do instituto.
O nome do instituto é uma homenagem a duas personalidades alemãs que grande importância no estudo do Brasil: Hans Staden (1525-1576) e Carl Friedrich Philipp von Martius (1794-1868).

## História

### Fundação
No ano de 1916, foi formada na Deutsche Schule (conhecida como Escola de Olinda), colégio alemão localizado na antiga Rua Olinda, em São Paulo, e precursora do Colégio Visconde de Porto Seguro, uma associação alemã de professores: a Deutscher Lehrerverein. O objetivo do grupo era preservar a cultura alemã no Brasil, através de aulas da língua alemã aos brasileiros, concertos, teatros, festas, seminários, apresentações, discussões etc.
Para seu currículo bilíngue, a Deutsche Schule contratava professores alemães que frequentemente visitavam o Brasil, apresentando um maior contato com a cultura local. Mais tarde, o governo alemão passou a disponibilizar seus professores aos colégios alemães estrangeiros  através de um contrato por período limitado. Após o término do período pré-estabelecido, os docentes retornavam como funcionários do sistema de ensino interno alemão. Enquanto professor da Deutsche Schule, Karl Fouquet passou por esse processo de contratação e ministrou aulas ao ensino médio de alemão, história e filosofia  e consagrou-se como vice-diretor do colégio em 1926. Nesse período, Fouquet escreveu um diário que é fundamental para o entendimento do desenvolvimento histórico para o entendimento do desenvolvimento histórico do instituto durante a década de 20.
Em 18 de abril de 1925, fora anunciado na Deutsche Zeitung (“jornal alemão”) a criação da Vereins Deutsche Schule S. Paulo. A partir de então, não só os professores, mas todos os membros da colônia alemã foram convidados a colocar à disposição documentos, imagens, fotos, anuários, folders sobre festas e publicações de qualquer tipo que teriam relação com a origem e o crescimento da colônia alemã no Brasil. Reuniu-se ainda certificados, cartas, espólio de famílias alemãs e certidões. O objetivo era a criação do Archiv für die Geschichte der deutschen Kolonie  (Arquivo para a história da colônia alemã). O material histórico compilado pela Vereins Deutsche Schule S. Paulo é de suma importância para a compreensão do surgimento Instituto Martius-Staden, como base para a constituição de seu acervo atual.
Em uma reunião em 1935, mudou-se o nome da associação para Hans-Staden-Verein (Sociedade Hans-Staden). Em seu diário, Fouquet descreve que a sugestão para mudança de nome surgiu dele próprio. Durante a década de 30, sob forte influência do Nacional-Socialismo alemão, a discriminação contra alemães e estrangeiros que viviam no Brasil aumentou. Decretos de 7 e 18 de abril bem como 4 de maio de 1938 proibiram qualquer atividade política de estrangeiros no Brasil, além dos colégios alemães e da própria Hans-Staden-Verein. Fouquet ressalta o prejuízo causado à cultura alemã durante o período de regência desses artigos pela falta de compartilhamento de documentos dentre os membros da colônia.
Após o término desse período, criou-se a Sociedade Hans-Staden (Fouquet, p. 619), desta vez de acordo com as leis brasileiras numa tentativa de fugir da censura do Estado Novo. Tal Sociedade herdou o acervo histórico da Deutsche Lehrerverein, assim como a biblioteca da então proibida Deutsche Schule. O momento de criação dessa instituição pode ser considerado como ponto de partida para o nascimento do atual instituto. Ainda no ano de 1938, fundou-se a primeira sede oficial da Sociedade, sob a gerência de Fouquet, num prédio no centro da cidade de São Paulo, na Rua Barão de Itapetininga, 20. Os membros da Sociedade buscavam uma consolidação do grupo que se desse de forma independente de outras instituições.
No início da década de 40, o cenário de repressão se intensificou no Brasil: jornais estrangeiros não estavam mais autorizados a serem publicados e alemães eram detidos e obrigados a se isolarem nos antigos albergues para imigrantes. A Escola de Olinda mudou seu nome, passando a se chamar Fundação Visconde de Porto Seguro, em homenagem ao historiador de nacionalidade brasileira e alemã Franz Adolf Varnhagen.
Já no período pós-guerra, a representatividade alemã foi protagonista na retomada das relações interculturais entre Brasil e Alemanha. Foram fundados novos institutos culturais em Belo Horizonte, Curitiba, Porto Alegre e no Rio de Janeiro. Para apoiar financeiramente o Instituto Hans-Staden, foi criada em São Paulo a Fundação Martius, instituição sem fins lucrativos. Em 1997, a Fundação Visconde de Porto Seguro passou a administrar tanto o Instituto Hans-Staden como a Fundação Martius. Em outras palavras, o instituto voltava a mesma posição que se encontrava enquanto parte da Deutsche Schule. Tal junção originou o atual Instituto Martius-Staden que, a partir de então, dá continuidade ao trabalho que vem sendo realizado há décadas, visando a preservação da cultura alemã no Brasil. 

## Acervo
O Instituto Martius-Staden possui o maior acervo de documentos que lidam com a imigração alemã no Brasil, além de ser um ponto de referência para historiadores e sociólogos em investigações genealógicas 
O acervo é composto por mais de 150.000 documentos pessoais, dos quais 80.000 são livros, periódicos e microfilmes - 7000 exclusivamente sobre imigração de língua alemã. Ademais, o Instituto disponibiliza jornais em alemão assim como em português. A biblioteca do Instituto possui 37.000 livros e publicações que tratam da literatura, teologia, história e arte da arquitetura alemã. O acervo não possui documentos pessoais (como certidões de nascimento), e sim documentos em geral, como jornais e revistas. A maioria fora compilada logo após a fundação da institutição, principalmente após a Segunda Guerra Mundial. Há 50 anos, a instituição publica um anuário que mantém viva as relações entre Brasil e Alemanha.

## Acervo online
A informatização do catálogo ocorreu em 2008. Para que uma pesquisa de certas informação seja feita, é necessário um cadastro gratuito. Esse cadastro garante ao usuário acesso a informações como artigos, documentos, mapas, periódicos, microfilmes, livros e registros de organização de pessoas. 
O site também disponibiliza atendimento online para ajuda ou pedir documentos que não foram digitalizados, e ajuda na pesquisa genealógica, para achar pessoas de origem alemã que migraram para o Brasil.
A maior parte da demanda do site vem do estado do Rio Grande do Sul, onde se localiza grande parte da comunidade alemã no Brasil.